# Дуниковский, Ксаверий
Ксаверий Дуниковский (пол. Xawery Dunikowski; 24 ноября 1875, Краков — 26 января 1964, Варшава) — польский скульптор и живописец.

## Биография
Дуниковский родился в Кракове в 1875 году. Когда ему было двенадцать лет, его семья переехала в Варшаву, и после окончания обучения в техникуме, он изучал скульптуру у Болеслава Севича и Леона Васильковского. С 1896 года учился в Академии изобразительных искусств в Кракове. Ученик Альфреда Дауна, Константы Лящка, Огюста Родена и Яна Станиславского.
Переселился в Варшаву, где был назначен на пост профессора варшавской Академии изобразительных искусств. В 1905 году застрелил живописца Вацлава Павлишака, пытавшегося ударить его как члена жюри художественного конкурса из-за критики конкурсной работы живописца, при этом  превысив пределы необходимой самообороны, но избежал привлечения к уголовной ответственности.
С 1910 года в Кракове, потом в Париже, один год служил во Французском Иностранном легионе. В 1922 году вернулся в Польшу и был назначен на пост профессора скульптуры Варшавской Академии изящных искусств.
Во время работы в Академии обучил многих польских скульпторов, в том числе: Ежи Бандуру (поль.), Августа Дырду (поль.), Зигмунта Гавлика (поль.), Юзефа Гославского, Марию Ярему (поль.), Людвика Конаревского-младшего (поль.), Марьяна Конечны, Яцека Пьюджета (поль.), Генрика Вицинского (поль.) и Ежи Береша (поль.).
До 1939 года создал множество монументальных скульптур, в том числе памятник президенту города Кракова Юзефу Дитлу (1936).
С 1940 года был узником концлагеря Освенцим. В 1945—1955 годах — профессор в Кракове, в 1955—1959 годах — в Варшаве, с 1959 года — во Вроцлаве.
Создал памятник освобождения варминско-мазурских земель (1954), памятник ІІІ Силезского восстания (1955), памятник солдату 1-й армии Войска Польского (1963).

## Награды
- Орден Строителей Народной Польши
- Командорский крест со звездой ордена Возрождения Польши
- Орден «Знамя Труда» I степени
- Золотые Академические лавры Польской академии литературы

- Памятник президенту города Кракова Юзефу Дитлу (1936)
- Памятник освобождения варминско-мазурских земель (1954)
- Памятник ІІІ Силезского восстания (1955)
- Памятник солдату 1-й Армии Войска Польского (1963)